# Gottbegnadeten-Liste
La Gottbegnadeten-Liste o llista dels graciats per déu va ser una llista de 36 pàgines d'artistes reconeguts pels seus mèrits pel règim nazi, que va ser publicada el 1944 per Adolf Hitler i el Ministeri per a la informació de la població i la propaganda sota la direcció de Joseph Goebbels.
Des del 1933, el partit nazi va redactar llistes d'artistes desitjats i degenerats. El 1939, Hitler va descarregar artistes del servei militar al front perquè poguessin servir la propaganda. Aquesta protecció no era pas definitiva, la fidelitat al règim política s'havia de confirmar de tant en tant. Poc abans la campanya de Polònia el 1939, Joseph Goebbels va proposar una primera llista, el 1941 Ernst Lothar von Knorr, responsable per a la música a l'estat major de l'exèrcit i el general Eduard Wagner van redactar una nova llista de 300 músics, signada per Hitler.
A la declaració de la guerra total el 1943, els teatres van tancar-se i molts artistes van ser obligats a anar al front o a treballar a les fàbriques militars. Només una petita part dels artistes reconeguts oficials per la Cambra de cultura del Reich (Reichskulturkammer) van ser exempts i van trobar-se a la Gottbegnadigten-Liste. Tret d'unes excepcions, aquests quedaven sotmesos al servei militar, però només per a manifestacions de propaganda cultural o de suport a les forces armades. Uns rars van ser considerats com a «capital cultural excepcional» i exempts de tot servei militar.
La llista contenia 1041 noms. Goebbels va elegir actors, actrius, guionistes i directors que li feien falta per als seus films de propaganda. Hitler va elegir escriptors, compositors, músics, arquitectes, artistes plàstics i uns actors. A la vetlla de l'ocàs total del règim des de novembre 1944, tot i els beneïts per déus exempts de servei, van haver de participar en el Volkssturm. Els artistes de la llista no eren necessàriament tots propagandistes actius ni tampoc membres del partit nazi, però tanmateix és segur que no hi hagi cap artista obertament crític del règim.

## Artistes «irreemplaçables»

### Escultors
- Arno Breker (1900–1991)
- Fritz Klimsch (1870–1960)
- Georg Kolbe (1877–1947)
- Josef Thorak (1889–1952)

### Pintors
- Hermann Gradl (1883–1964)
- Arthur Kampf (1864–1950)r
- Willy Kriegel (1901–1966)
- Werner Peiner (1897–1984)

### Arquitectes
- Leonhard Gall (1884–1952)
- Hermann Giesler (1898–1987)
- Wilhelm Kreis (1873–1955)
- Paul Schultze-Naumburg (1869–1949)

### Escriptors
- Gerhart Hauptmann (1862–1946)
- Hans Carossa (1878–1956)
- Hanns Johst (1890–1978)
- Erwin Guido Kolbenheyer (1878–1962)
- Agnes Miegel (1879–1964)
- Ina Seidel (1885–1974

### Compositors
- Hans Erich Pfitzner (1869–1949)
- Richard Strauss (1864–1949)
- Wilhelm Furtwängler (1886–1954)

### Actors i actrius
- Otto Falckenberg (1873–1947)
- Friedrich Kayßler (1874–1945)
- Hermine Körner (1878–1960
- Elisabeth Flickenschildt (1905–1977)

## Altres beneïts per déus

### Escriptors
- Hans Friedrich Blunck (1888–1961)
- Hermann Burte (1879–1960)
- Friedrich Griese (1890–1975)
- Gustav Frenssen (1863–1945)
- Hans Grimm (1875–1959)
- Max Halbe (1865–1944)
- Heinrich Lilienfein (1879–1952)
- Börries Freiherr von Münchhausen (1874–1945)
- Wilhelm Schäfer (1868–1952)
- Wilhelm von Scholz (1874–1969)
- Emil Strauss (1866–1960)
- Lulu von Strauss und Torney (1873–1956)
- Helene Voigt-Diederichs (1865–1961)
- Josef Weinheber (1892–1945)
- Heinrich Zillich (1898–1988)

### Compositors
- Johann Nepomuk David (1895–1977)
- Werner Egk (1901–1983)
- Gerhard Frommel (1906–1984)
- Harald Genzmer (1909–2007)
- Ottmar Gerster (1897–1969)
- Kurt Hessenberg (1908–1994)
- Paul Höffer (1895–1949)
- Karl Höller (1907–1987)
- Mark Lothar (1902–1985)
- Josef Marx (1882–1964)
- Gottfried Müller (1914–1993)
- Carl Orff (1895–1982)
- Ernst Pepping (1901–1981)
- Max Trapp (1887–1971)
- Fried Walter (1907–1996)
- Hermann Zilcher (1881–1948)

### Directors d'orquestra
- Hermann Abendroth (1883–1956)
- Karl Böhm (1894–1981)
- Karl Elmendorff (1891–1962)
- Robert Heger (1886–1978)
- Eugen Jochum (1902–1987)
- Oswald Kabasta (1896–1946)
- Herbert von Karajan (1908–1989)
- Hans Knappertsbusch (1888–1965)
- Joseph Keilberth (1908–1968)
- Rudolf Krasselt (1879–1954)
- Clemens Krauss (1893–1954)
- Hans Schmidt-Isserstedt (1900–1973)
- Paul Schmitz (1898–1992)
- Johannes Schüler (1894–1966)
- Carl Schuricht (1880–1967)

### Altres artistes
- Siegfried Borries (1912-1980), violinista
- Hans Beltz (1897–1977)
- Ludwig Hoelscher (1907–1996)
- Elly Ney (1882–1968)
- Walter Morse Rummel (1887–1953)
- Günther Ramin (1898–1956)
- Walter Gieseking (1895–1956)
- Wilhelm Stross (1907–1966)
- Gerhard Taschner (1922–1976)
- Jürgen Fehling (1885–1968)
- Heinrich George (1893–1946)
- Josef Greindl (1912–1993
- Gustaf Gründgens (1899–1963)
- Werner Krauß (1884–1959)
- Eugen Klöpfer (1886–1950)
- Helge Rosvaenge (1897–1972)
- Karl-Heinz Stroux (1908–1985)
- Heinrich Schlusnus (1888–1952)
- Wilhelm Strienz (1900–1987)
- Paula Wessely (1907–2000)
- Claus Bergen (1885–1964)
- Ludwig Dettmann (1865–1944)
- Kurt Edzard (1890–1972)
- Fritz von Graevenitz (1892–1959)
- Richard Klein (1890–1967)
- Clemens Klotz (1886–1969)
- Fritz Mackensen (1866–1953)
- Alfred Mahlau (1894–1967)
- Ernst Neufert (1900–1986)
- Bruno Paul (1874–1968)
- Richard Scheibe (1879–1964)
- Friedrich Tamms (1904-1980)
- Franz Stassen (1869–1949)
- Joseph Wackerle (1880–1959)

## Llista de Goebbels (extret)
- Wolf Albach-Retty (1906–1967)
- Hans Albers (1891–1960)
- Karl Dannemann (1896–1945)
- O. W. Fischer (1915–2004)
- Willy Fritsch (1901–1973)
- Johannes Heesters (1903-)
- Hans Holt (1909–2001)
- Attila Hörbiger (1896–1987)
- Paul Hörbiger (1894–1981)
- Eugen Klöpfer (1886–1950)
- Viktor de Kowa (1904–1973)
- Ferdinand Marian (1902–1946)
- Harry Piel (1892–1963)
- Heinz Rühmann (1902–1994)